# すずらんショップ
すずらんショップ（Suzuran Shop）は、神鉄グループ（神戸電鉄グループ）の神戸電鉄およびその子会社である神鉄観光がかつて展開していたコンビニエンスストア・売店のブランド名。
セブン-イレブン・ジャパンとの事業提携により、2015年（平成27年）から「Shintetsu×セブン-イレブン」（店舗名としては「セブン−イレブン」）に順次ブランド転換されており、現在では全店舗のブランド転換が完了したことで、事実上すずらんショップは消滅している。本項では転換後の同ブランドについても記述する。

## 概要

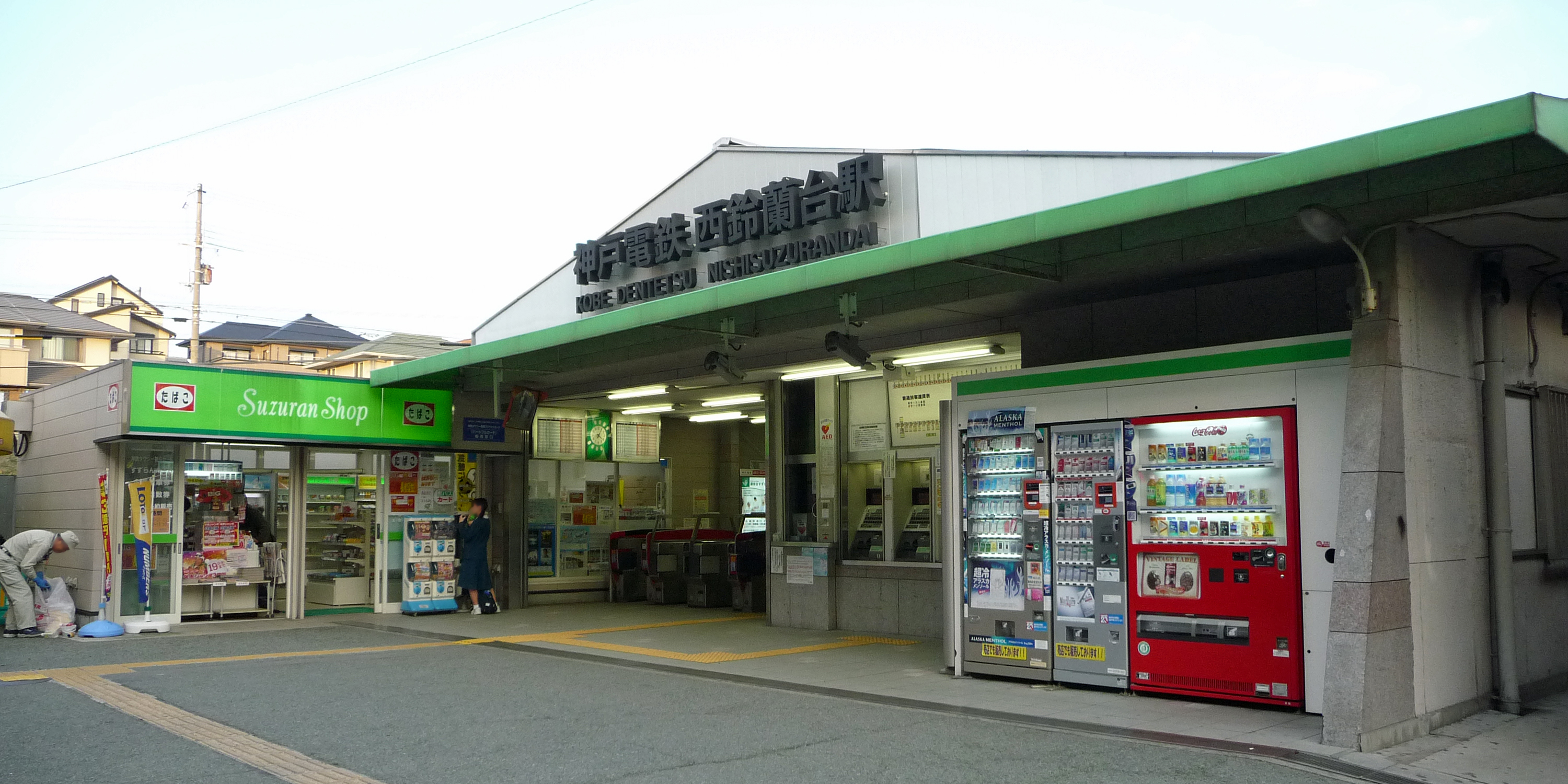
すずらんショップ西鈴蘭台店

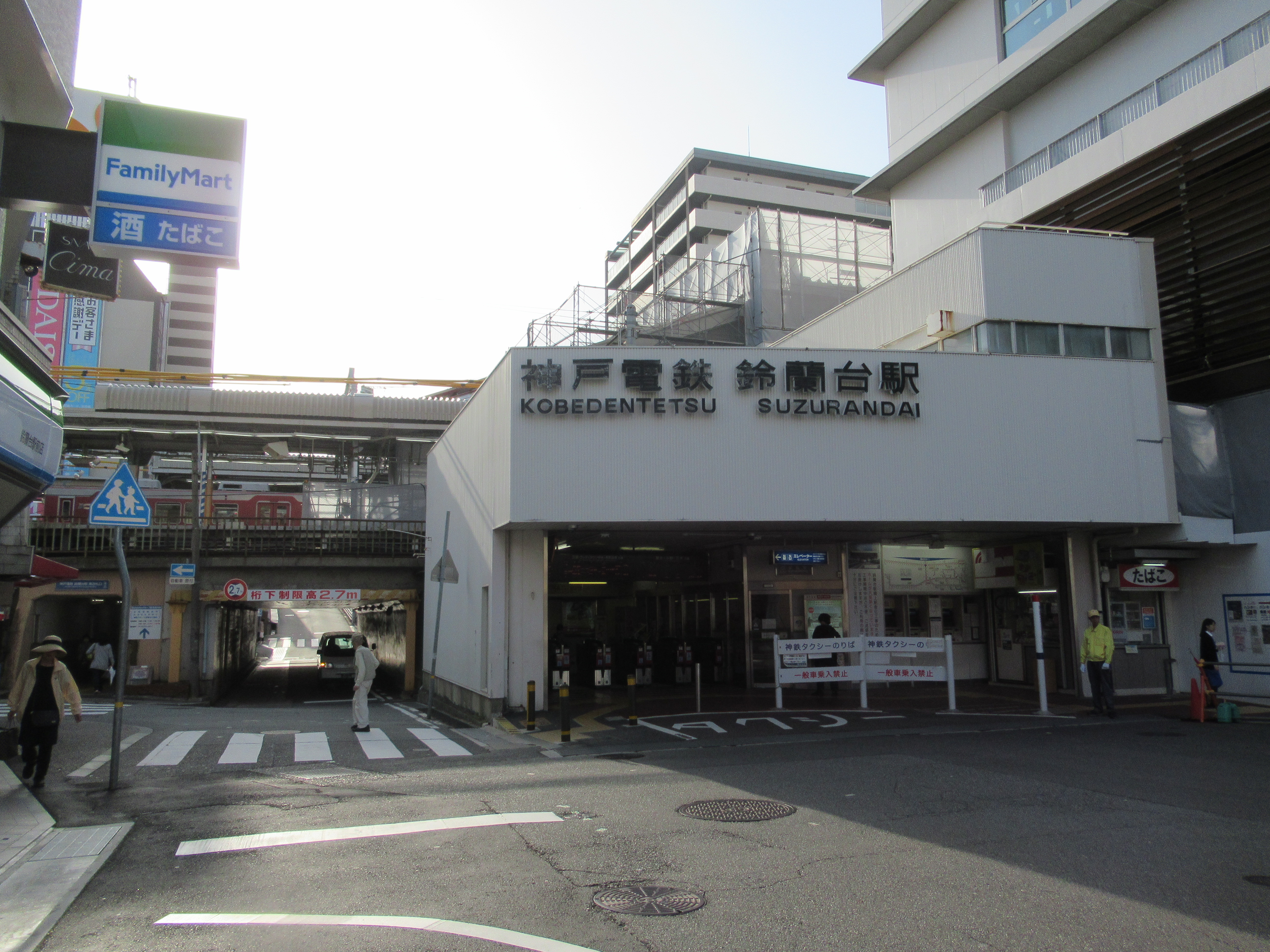
すずらんショップ鈴蘭台店

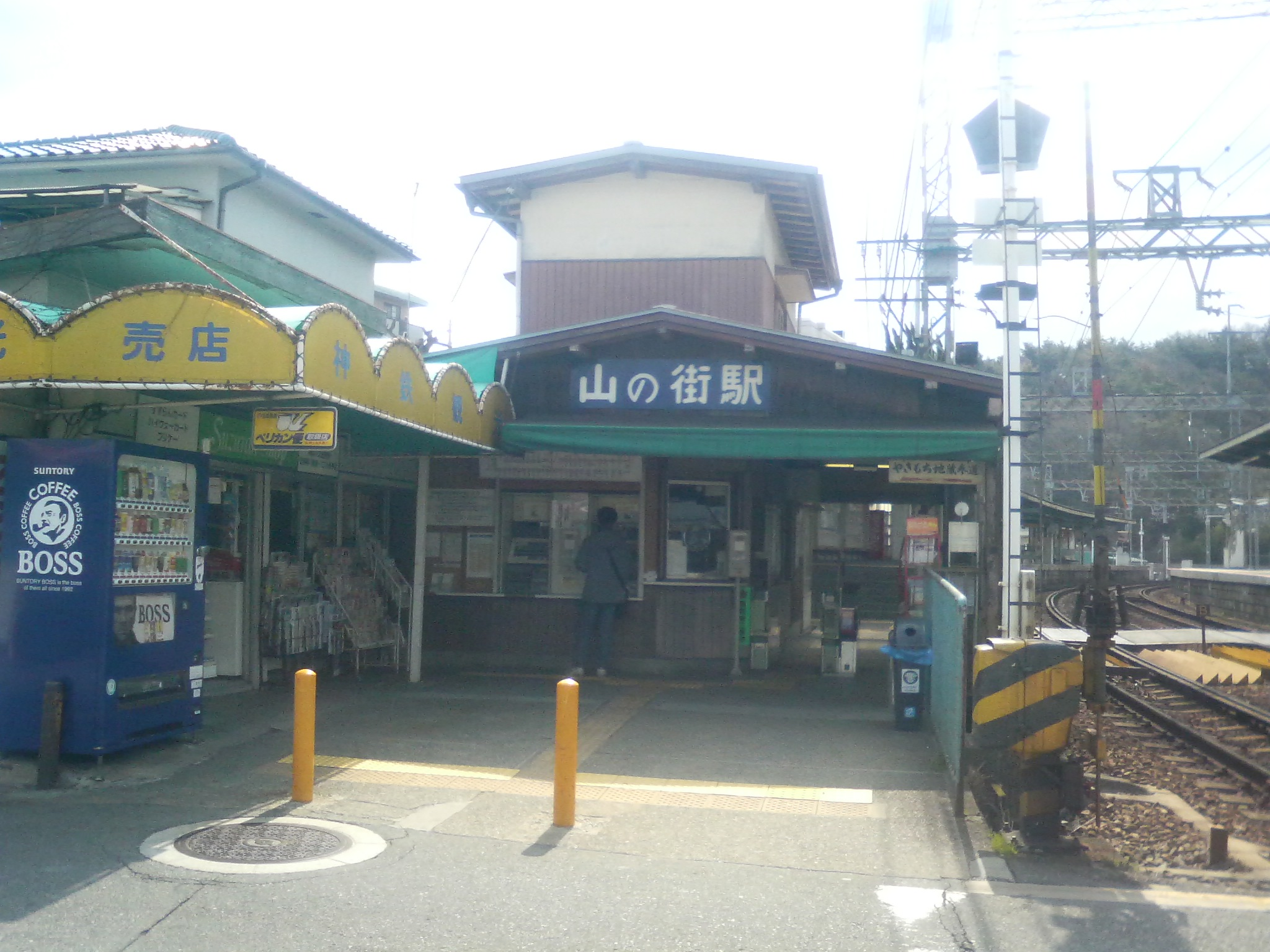
すずらんショップ山の街店

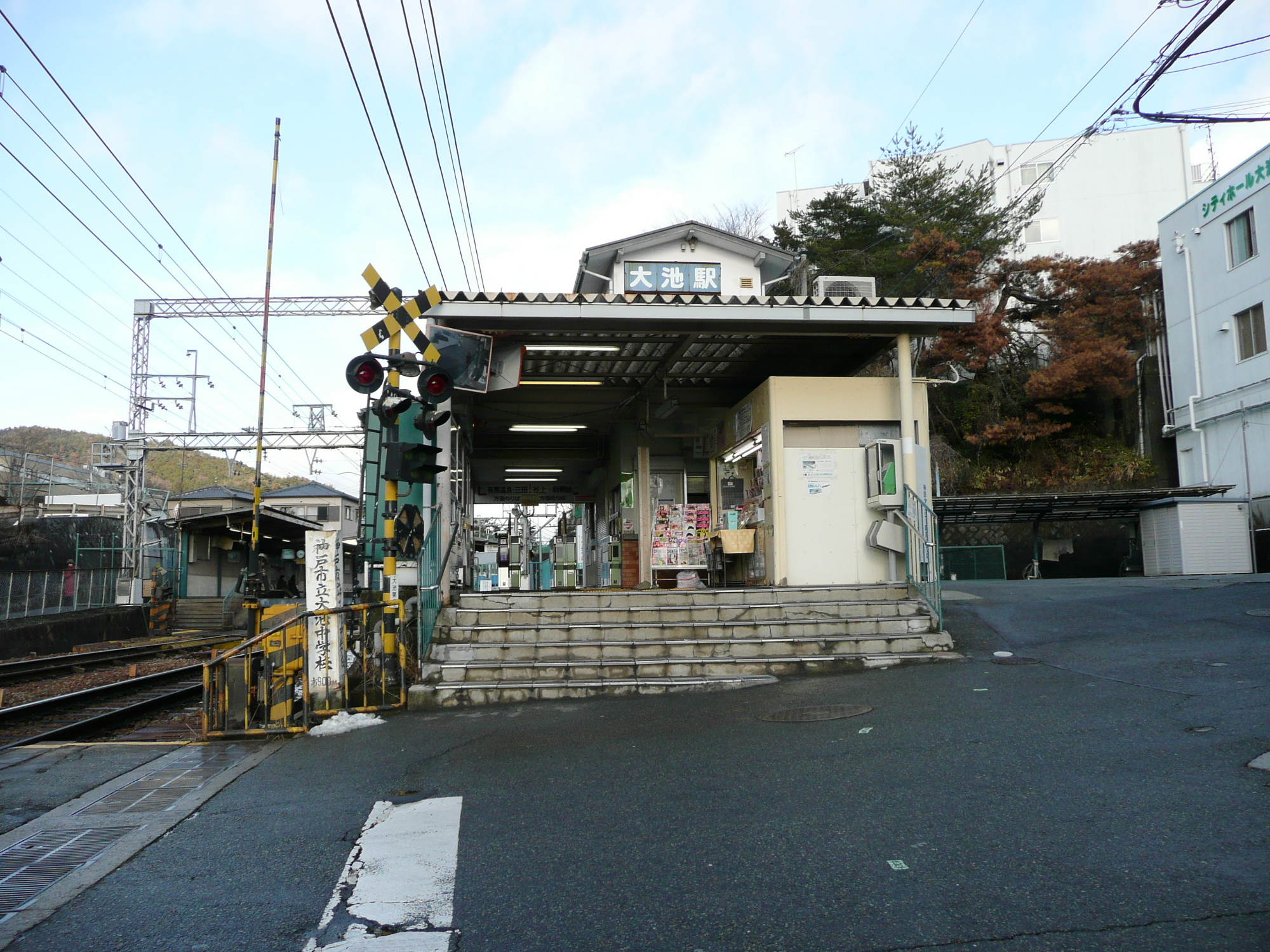
すずらんショップ大池店

神戸電鉄および北神急行電鉄における非常に小規模な駅を除く全線各駅で「神鉄観光売店」として展開していたもののうち、主要駅5店（新開地・湊川・鈴蘭台・北鈴蘭台・谷上）の売店・ウォークイン型ストアを大幅にリニューアルして神戸電鉄直営に業態転換したものを「すずらんショップ」と改称したのに始まる。当初のルーフ看板はイエローとグリーンのツートンカラーであった。
2000年（平成12年）10月27日からはジュンク堂書店と提携した「神鉄・ジュンク Book Express」を開始、インターネットで注文した書籍が通勤途中にすずらんショップで受け取れるというものであり、同様サービスのCD・DVD版として2001年（平成13年）2月20日からは星電社と提携した「神鉄・せいでん Sound Express」も開始した。
2000年（平成12年）4月25日には湊川店においてDPEサービスを開始、店内に「オート写親館」と称したコーナーを設け、現像・プリント、証明写真の撮影、オリジナルカレンダーの作成などを実施した。
2003年（平成15年）からは、小規模駅の売店においても改札口隣に移転させてウォークイン型に改装すると同時に「すずらんショップ」へと改称させ、その第1号店として同年10月30日に緑が丘店がオープン。その後は対面式売店における改称も実施し、フラワータウン店（対面式第1号として2003年〈平成15年〉12月24日オープン）・唐櫃台店・五社店の順にその他各駅でも業態転換を実施した。この結果、新開地店・湊川店・鈴蘭台店・北鈴蘭台店・山の街店・谷上店・大池店・唐櫃台店・有馬温泉店・五社店・岡場店・田尾寺店・三田店・フラワータウン店・西鈴蘭台店・栄店・緑が丘店・三木店・小野店が「すずらんショップ」へと業態転換された。
2010年代以降は経営合理化の一環として、小規模駅内の店舗を相次いで閉店。2014年（平成26年）2月27日には、神戸電鉄がすずらんショップの運営から撤退し、神鉄観光へ事業譲渡することを表明。同年4月1日に、全店の経営が神鉄観光へと譲渡された。
2015年（平成27年）4月6日、神鉄観光とセブン-イレブン・ジャパンは「すずらんショップ」全店を「セブン-イレブン」の名称に順次転換していくことで合意し業務提携契約を締結したと発表、名称変更後も引き続き神鉄観光が運営すると公表された。これに基づき、同年6月18日にはその第1号店として神鉄西鈴蘭台駅店がオープン。その後も順次転換を進め、2018年（平成30年）9月25日の神鉄鈴蘭台駅店をもって、全店が「Shintetsu×セブン-イレブン」（店舗名としては「セブン−イレブン」）に統一された。
なお「Shintetsu×セブン-イレブン」に転換後も、すずらんショップ時代同様に、神戸電鉄企画乗車券・神戸電鉄グッズ・しんちゃんグッズ・神鉄バス回数券の発売を行っている。

## 現在の店舗
- 神鉄新開地駅店
- 神鉄鈴蘭台駅店
- 神鉄北鈴蘭台駅店
- 神鉄谷上駅店
- 神鉄岡場駅店
- 神鉄西鈴蘭台駅店